# Schwarzer Winter-Rettich
Der Schwarze Winter-Rettich, oder auch nur Schwarzer Rettich  (Raphanus sativus L. var. niger J. Kern., Syn.: Raphanus sativus var. longipinnatus L.H. Bailey), gehört zur Familie der Kreuzblütengewächse (Brassicaceae). Er zählt zu den zum Garten-Rettich gehörenden Herbst- und Winterrettichen.

## Weitere Namen
Winter-Rettich, Langer schwarzer Pariser Rettich, engl. Erfurter radish, black Spanish radish, franz. Radis noir long d'été, Radis noir rond d'hiver, Radis noir long d'hiver.

## Herkunft und Verbreitung
Der Rettich war schon den Ägyptern 2500 v. Chr. bekannt. Angebaut wurde er, vor allem für die Einlagerung, in ganz Europa und Nordamerika. Bis Mitte des 20. Jahrhunderts sehr beliebt, wurde er danach immer seltener. In den letzten zehn Jahren findet er jedoch wieder mehr Abnehmer, weil viele „alte Gemüse“ als Raritäten wiederentdeckt werden. So wird er vor allem von biologisch betriebenen Betrieben angebaut und ab Herbst auf den Wochenmärkten angeboten. Aber wenn im Frühjahr viele frische weiße Rettiche aus neuer Ernte kommen, verschwindet er wieder aus dem Angebot. In ganz kleinen Mengen wird er auch in der Mongolei und der Mandschurei angebaut. Wahrscheinlich kam er durch Reisende in früheren Jahrhunderten dorthin.

## Beschreibung

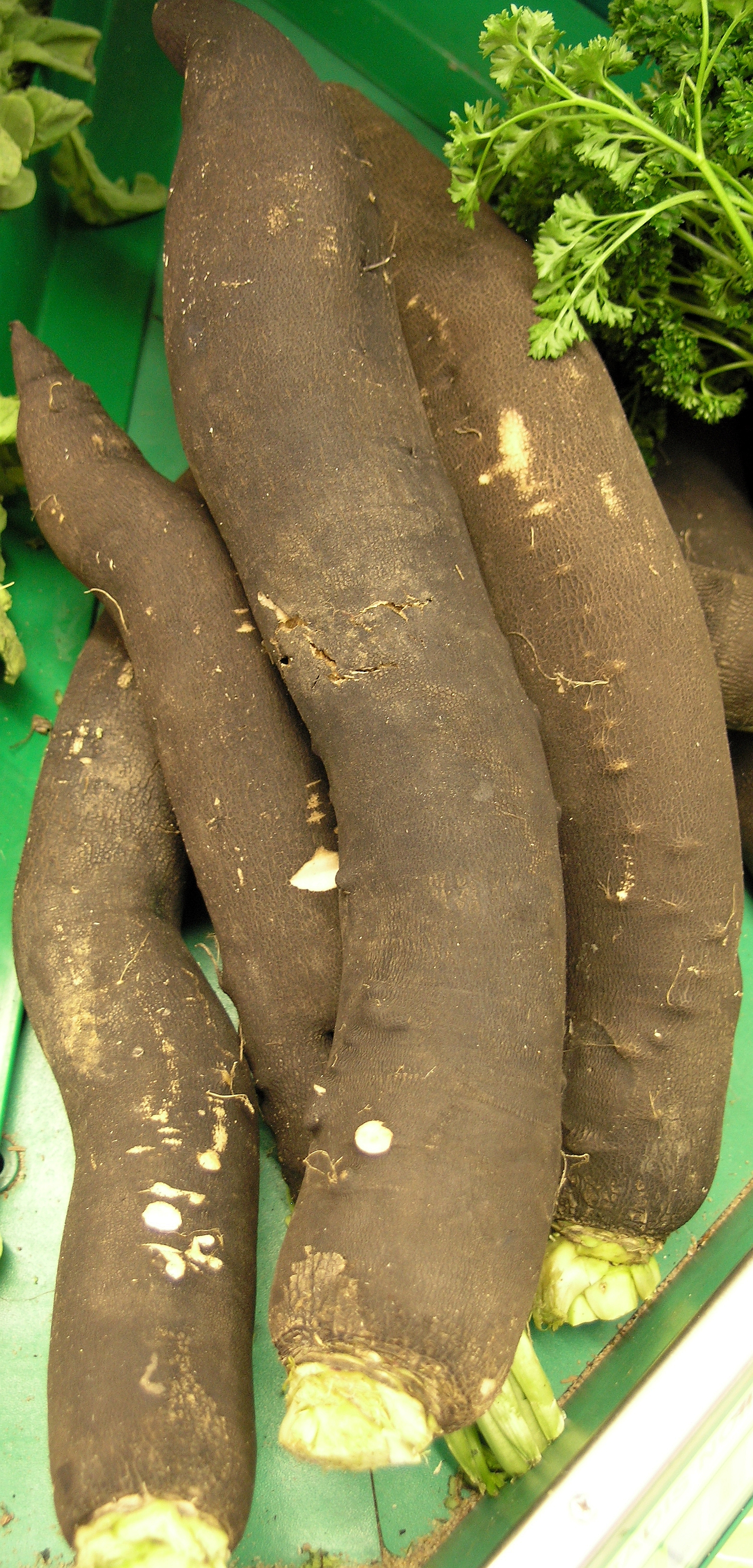
Schwarzer länglicher Rettich

Schwarzer Rettich ist eine einjährige, krautige Pflanze. Die borstig behaarten Laubblätter sind fiederteilig. Er blüht rötlich-violett.
Die Wurzel ist von einem dunkelbraunen bis schwarzen „Schorf“ überzogen. Es gibt runde und längliche Formen. Die runde Form ist flachrund, hat eine Dicke von 8–10 cm und Länge von 7–8 cm. Der längliche schwarze Rettich wird 6–7& cm dick und 18–25 cm lang. Das Rübenfleisch ist sehr fest und bei beiden Formen weiß. Die Oberfläche der Rübenhaut an der Schulter beim Blattansatz verfärbt nicht und die ganze Rübe ist nur ganz leicht quer gerieft. Die Rübe kann unter günstigen Bedingungen 300–500 g schwer werden. Es handelt sich um eine sog. Holzrübe, da im Gegensatz zur Bastrübe hauptsächlich das Xylem die Speicherfunktion übernimmt. Die Blütenbildung kann gefördert werden (= Vernalisation) durch kühle Temperaturen von 5–8 °C, die sich über eine Dauer von zehn bis 20 Tagen erstreckt. Beschleunigt wird das Schossen durch Vernalisation noch durch den Langtag. Herbst- und Winterrettich neigen am wenigsten zum Schossen. Für die Aussaat gibt es keine Einteilung nach Dunkel- oder Lichtkeimern. Die Keimung benötigt jedoch Temperaturen zwischen 18 °C und 15 °C (= Warmkeimer).

## Anzucht und Ernte
Für die Ernte vor dem ersten Frost wird im Laufe des Juli ausgesät. Den Reihenabstand setzt man auf etwa 30 cm, innerhalb einer Reihe wird alle 15–20 cm gesät. Vor allem im letzten und stärksten Wachstumsdrittel benötigt Rettich viel Wasser. Die Entwicklungszeit beträgt dreieinhalb bis vier Monate. Ende Oktober wird in der Regel bis zum ersten Frost alles geerntet und eingelagert. Schwarzer Rettich ist sehr gut in feuchtem Sand lagerbar. Durch seine raue, schorfige Haut ist er unempfindlich gegen Transportschäden und Druckstellen. Er zählt deshalb zu den typischen Lagergemüsen wie Karotten, Kopfkohl und Rüben.

## Krankheiten und Schädlinge
Rettichfliege, Kleine Kohlfliege, Falscher Mehltau, Blattläuse, Erdfloh, Verticillium-Gefäßkrankheit, Sclerotinia-Fäule, Weißer Rost, Schwammige Rüben.

## Verwendung
Zu medizinischen Zwecken wird der Rübe mit Zucker der Saft entzogen. Dieser Sirup hat deutlich antioxidative Wirkung. Der Rettichsaft der schwarzen Sorten ist der wirksamste.
In der Küche wird der schwarze Rettich meist geschält (bei noch straffer Haut z. B. mit dem Sparschäler möglich). Die Haut kann aber auch mitgegessen werden, solange sie nicht nach Schimmel riecht.
Gekocht wird er beispielsweise in Kartoffelsuppen verwendet.
Zur Verwendung als Salat wird er geraspelt oder sehr fein geschnitten. Durch den Kontakt mit der Luft und wohl stärker noch durch das Bestreuen mit Salz oder das Einlegen in Wasser oder Essig reduziert sich die für viele Rettiche typische Schärfe.
In der japanischen Küche werden mit einem sehr scharfen Messer durch das Drehen in der Hand lange, sehr dünne Scheiben geschnitten, die, dekorativ drapiert, beispielsweise als Beilage zu Sushi gereicht werden.
Da er in diesem Fall nur in kleinen Mengen genossen wird, ist die Schärfe erwünscht, und er wird nicht gesalzen.